# Denmark Open 1936
Die Denmark Open 1936 im Badminton fanden in Kopenhagen statt.

## Finalergebnisse
| Disziplin    | Sieger                             | Finalist                           | Ergebnis           |
| ------------ | ---------------------------------- | ---------------------------------- | ------------------ |
| Herreneinzel | Poul Vagn Nielsen                  | Sture Ericsson                     | 15–6, 15–7         |
| Dameneinzel  | Ruth Frederiksen                   | Tonny Olsen                        | 10–14, 11–3, 11–5  |
| Herrendoppel | Aksel Hansen Sven Strømann         | Tage Madsen Carl Frøhlke           |                    |
| Damendoppel  | Tonny Olsen Bodil Riise            | Ruth Frederiksen Gerda Frederiksen | 15–8, 11–15, 18–14 |
| Mixed        | Poul Vagn Nielsen Ruth Frederiksen | H. M. Crombie M. Crombie           | 15–2, 15–8         |